# Cirrítids

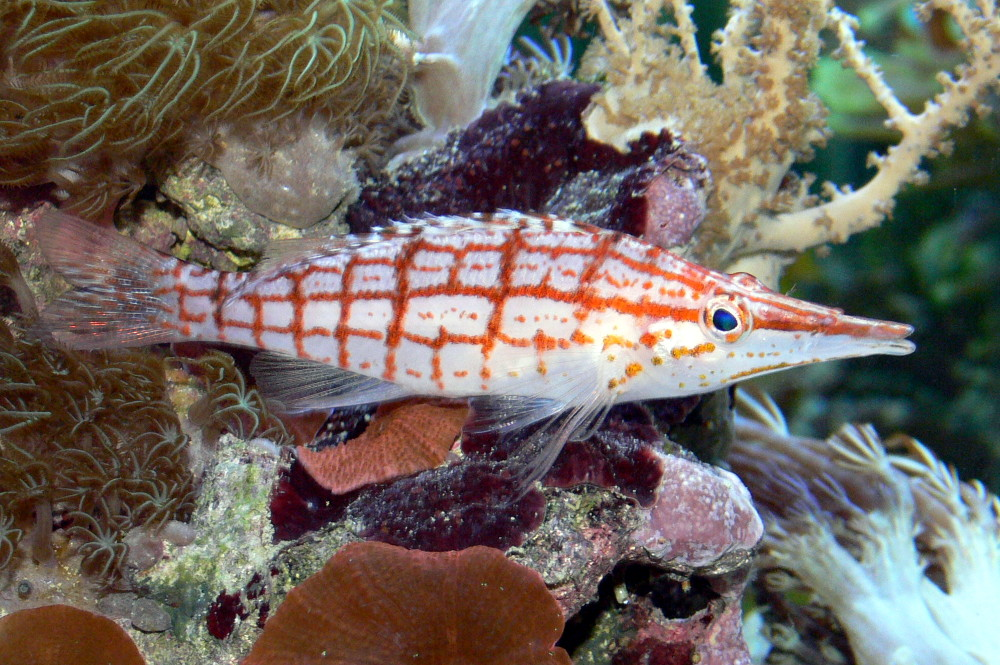
Oxycirrhites typus

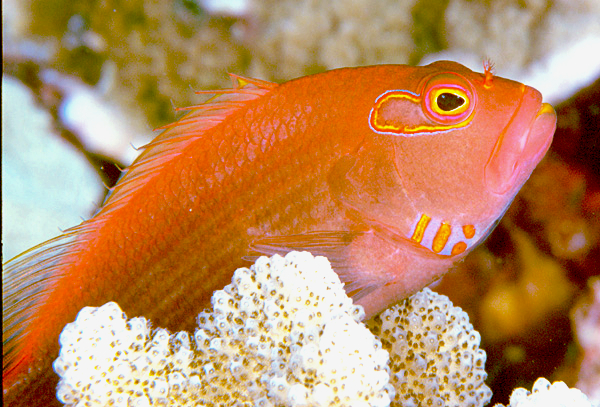
Paracirrhites arcatus fotografiat a les illes Hawaii.

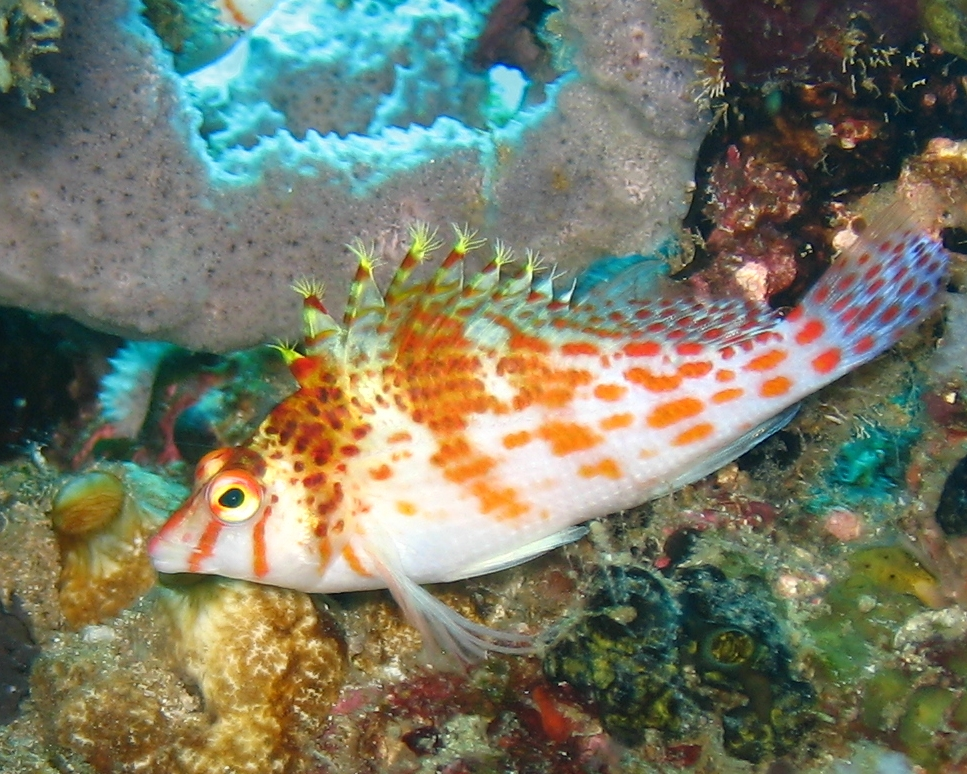
Cirrhitichthys falco

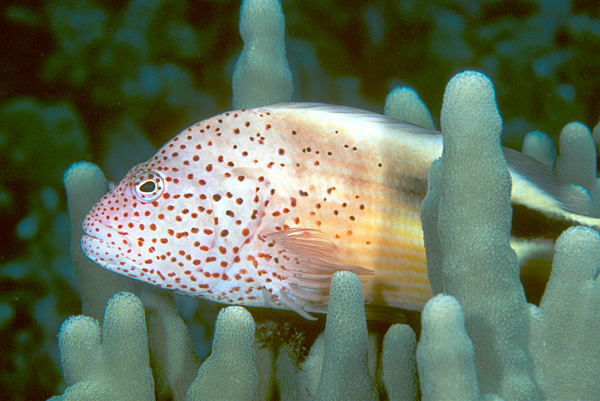
Paracirrhites forsteri fotografiat a les illes Hawaii.

Els cirrítids (Cirrhitidae) constitueixen una família de peixos marins pertanyent a l'ordre dels perciformes.

## Descripció
- Són espècies normalment petites (entre 7 i 15 cm de llargària màxima, tot i que la més grossa, Cirrhitus rivulatus, assoleix els 60 cm i els 4 kg de pes) i molt acolorides.
- Cap gros i cos una mica allargat.
- A l'extrem de cada espina presenten diversos filaments.
- Aleta dorsal contínua amb 10 espines i 11-17 radis tous.
- Aleta anal amb 5-7 radis tous.
- Aletes pectorals allargades i sense pell.
- Aleta caudal arrodonida.
- Escates ctenoides o cicloides.
- 26-28 vèrtebres.[2][3]

## Reproducció
Són hermafrodites i la fresa té lloc durant la nit, en aigües obertes i a prop de la superfície. N'hi ha espècies en què un mascle dominant pot formar harems de fins a set femelles, de les quals una haurà de canviar de sexe en cas que el mascle mori per a substituir-lo i exercir el seu rol.

## Alimentació
Es nodreixen de crustacis i peixos petits.

## Hàbitat i distribució geogràfica
Viuen entre les roques i els coralls de les aigües tropicals de l'Atlàntic, l'Índic i el Pacífic.

## Gèneres i espècies
- Amblycirrhitus (Gill, 1862)[9]
- Cirrhitichthys (Bleeker, 1857)[10]
- Cirrhitops (Smith, 1951)[11]
- Cirrhitus (Lacépède, 1803)[12]
- Cristacirrhitus (Randall, 2001)[13]
  - Cristacirrhitus punctatus (Cuvier, 1829)[14]
- Cyprinocirrhites (Tanaka, 1917)[15]
  - Cyprinocirrhites polyactis (Bleeker, 1874)
- Isocirrhitus (Randall, 1963)[16]
  - Isocirrhitus sexfasciatus (Schultz, 1960)[17]
- Itycirrhitus (Randall, 2001)[18]
  - Itycirrhitus wilhelmi (Lavenberg & Yáñez, 1972)[19]
- Neocirrhites (Castelnau, 1873)[20]
  - Neocirrhites armatus (Castelnau, 1873)[21]
- Notocirrhitus (Randall, 2001)[18]
  - Notocirrhitus splendens (Ogilby, 1889)[22]
- Oxycirrhites (Bleeker, 1857)[23]
  - Oxycirrhites typus (Bleeker, 1857)[24][25]
- Paracirrhites (Bleeker, 1874)[26][27][28][29][30][31][32]

## Costums
Són molt sedentaris, solitaris (encara que algunes espècies formen parelles i comparteixen el mateix corall), diürns i romanen gairebé sense moviment al fons marí durant llargues estones de temps.

## Ús comercial
Moltes espècies de brillants colors són populars en aquariofília (com ara, Oxycirrhites typus i Neocirrhites armatus) i s'adapten bé a viure en captivitat dins d'un aquari, mentre que d'altres, generalment les més grosses, són apreciades com a aliment.